# Grand Cess
Grand Cess ist eine Stadt in der westafrikanischen Republik Liberia im Grand Kru County. Die Bevölkerungsmehrheit der etwa 11.000 Einwohner zählenden Stadt wird vom Volk der Kru gestellt. Administrativ zählt zum Stadtgebiet auch der 18 Kilometer östlich gelegene Fischereiort Wedabo.
Die 1915 gegründete Stadt besitzt den prozentual höchsten Bevölkerungsanteil von Katholiken in Liberia, die Stadt gehört zum römisch-katholischen Bistum Cape Palmas.
Der von Sandstränden, Mangrovensümpfen und zahlreichen Felsklippen gesäumte Küstenabschnitt ist als Upper Kru Coast bekannt. Grand Cess befindet sich unmittelbar östlich der Mündung des Grand Cess River in den Atlantik und besitzt eine lange Tradition als Fischereiort.
Am Ostrand der Stadt wurde in den 1950er Jahren ein kleiner Feldflugplatz angelegt. Im Ort gibt es mehrere Kirchen und ein Schulzentrum. Am Nordrand der Stadt wurde nach dem Bürgerkrieg das Rally
Time Hospital errichtet.

## Persönlichkeiten
- Patrick Kla Juwle (1913–1973), römisch-katholischer Geistlicher, Apostolischer Vikar von Cape Palmas